# Hans Schalla
Hans Schalla (1 de mayo de 1904 – 22 de agosto de 1983) fue un actor y director teatral alemán.

## Biografía
Nacido en Hamburgo, Alemania, fue también conocido como Hans Szalla. Tras unos años de aprendizaje en una empresa de exportación e importación, en 1922 tomó lecciones de actuación de Ernst Sattler, debutando en el teatro Deutsches Schauspielhaus de su ciudad natal. Schalla actuó después en Breslavia, Darmstadt (como Camille en Dantons Tod en 1925), Bremen, Kassel, en el Hamburger Kammerspiele (fue Fritz en Revolte im Erziehungsheim, de Peter Martin Lampel, en 1930) y Essen. Además de actor, también trabajó como director en Szczecin, Gera, Aquisgrán y Colonia. En 1940 representó la obra König Ottokars Glück und Ende en el Konzerthaus Berlin.
En 1945 Schalla trabajó en Weimar, y desde 1946 a 1947 en Colonia. Entre 1947 y 1949 fue director en el Schauspielhaus de Düsseldorf, y desde 1949 a 1972 sustituyó como director a Saladin Schmitt en el Schauspielhaus de Bochum. Al principio se centraba más en autores clásicos, en particular William Shakespeare, pero con el tiempo fue dedicándose al teatro contemporáneo. En su trayectoria se produjeron algunos estrenos alemanes y mundiales, como fue el caso de Die Veilchen, de Georges Schehadé, en 1960. En 1955 organizó una Semana dramática americana, en 1956 una Semana francesa de drama contemporáneo, en 1957 una Semana alemana de drama contemporáneo, y en 1959 una Semana dramática inglesa. Schalla consiguió con su trabajo que el Schauspielhaus de Bochum alcanzara renombre internacional.
Como director tuvo intervenciones especiales en el Teatro de las Naciones de París en 1956, 1957 y 1959, y en 1958 en la Exposición de Bruselas. Trabajó varias veces en el Festival del Ruhr, donde tuvo un gran éxito con El diablo y Dios, en el Teatro de Cámara de Múnich y en París. 
Hans Schalla falleció en Hamburgo en el año 1983. En el momento de su muerte estaba casado con la actriz Helga Siemers.

## Premios
- 1967 : Título de Profesor
- 1971 : Medalla Otto Brahm